# Trichasaurus texensis
Trichasaurus texensis (лат.) — вид пермских синапсид из семейства казеид (Caseidae), единственный в роде Trichasaurus. Известен по ископаемым остаткам из отложений формации Арройо (Arroyo Formation) в Оклахоме, США, датируемых возрастом в 279,3—272,3 млн лет (кунгурский ярус, приуральский отдел).
Вид Trispondylus texensis был описан Сэмюэлем Уиллистоном в 1910 году. В 1913 году Уиллистон перенесён этот вид в новый род Trichasaurus, поскольку первоначальное название рода оказалось уже занято сомнительным родом (nomen dubium) дельфинов Trispondylus Vanden Broeck, 1874 (под тем же названием описан Trispondylus Cope, 1884, являющийся младшим синонимом Phenacodus).
Окаменелости представлены костями посткраниального скелета, в том числе неполным позвоночником, тазом, правой плечевой костью, правой лучевой костью, правой локтевой костью и левой бедренной костью.